# Монделіс Україна
ПрАТ «Монделіс Україна» — українське підприємство, що належить до групи компаній «Mondelēz International» (NASDAQ:  [Архівовано 19 жовтня 2013 у Wayback Machine.]) — спонсора російського тероризму у війні проти України, однієї з найбільшої у світі компанії-виробника шоколадної продукції, печива, цукерок і жувальної гумки. 
Створена 1 жовтня 2012 після розподілу Kraft Foods на дві незалежні компанії: високорентабельний бізнес із виробництва харчових продуктів у Північній Америці Kraft Foods Group та швидко зростаючу міжнародну компанію з виробництва снеків Mondelēz International. Компанія «Монделіс Україна» до 2014 року називалася «Крафт Фудз Україна», але змінила назву на початку лютого 2014 року.
ПрАТ «Монделіс Україна» є одним із лідерів на ринку харчових продуктів України у категоріях виробів із шоколаду, солоних снеків і печива.
Компанія працює в Україні з 1995. До складу підприємства входять Тростянецька шоколадна фабрика «Україна» та дочірнє підприємство ТОВ «Чіпси Люкс».
Продукція «Монделіс Україна» представлена в Україні торговими марками: «КОРОНА», MILKA, «ЛЮКС», "ВЕДМЕДИК «БАРНІ», «Belvita!Добрий Ранок!», TUC, OREO, PICNIC, DIROL, HALLS.
З 2003 відповідає за розвиток бізнесу на ринку Молдови, а з 2005 — на ринку Білорусі.
У компанії працює близько 1 200 співробітників.
Генеральний директор компанії — Андрій Самусенко.

## Тростянецька шоколадна фабрика «Україна»
Шоколадна фабрика «Україна» в місті Тростянець Сумської області заснована в 1974. Станом на 2010 це єдина суто шоколадна фабрика, яка має повний цикл виробництва — від обробки какао-бобів до упаковки готової продукції та відвантаження.
У 1994 фабрику викупила компанія Kraft Foods і в 1995 на ній розпочато виробництво шоколаду «КОРОНА».
У 2001 Україна стала третьою країною (дві інші — Австрія та Німеччина), де центральним офісом Kraft Foods був дозволений повний цикл виробництва шоколаду Milka. На фабриці діє виробництво з фасування розчинної кави JACOBS Monarch, JACOBS 3в1, Carte Noire.
Продукція, що виробляється на Тростянецькій фабриці, експортується в Росію, Молдову, Білорусь, Грузію, Вірменію й Азербайджан, Казахстан, Киргизстан і Туркменістан. На фабриці працює понад 850 співробітників.
В листопаді 2011 «Крафт Фудз Україна» запустила в роботу на фабриці новий бісквітний цех. В проект було інвестовано більше $40 млн.

## ТОВ «Чіпси Люкс»
У 1999 компанія «Крафт Фудз Україна» придбала у Київській області фабрику «Українська мова». Сьогодні це дочірнє підприємство «Монделіс Україна» — ТОВ «Чіпси Люкс», фабрика з виробництва картопляних чіпсів «Люкс». Із 2000 до 2009 загальні інвестиції в осучаснення виробничих потужностей фабрики склали близько 260 мільйонів гривень.
Компанія впровадила аграрну програму в співпраці з понад 30 господарствами України по вирощуванню промислової та насіннєвої картоплі для виробництва чіпсів. Щороку на виробництві чіпсової фабрики переробляється близько 60 тисяч тонн картоплі.
За 10 років роботи на фабриці випустили майже 100 000 тонн солоних снеків для ринків України, Білорусі, Молдови, Грузії, Вірменії, Азербайджану та Росії.
На фабриці працює понад 300 співробітників.

## Торгові марки в Україні

### Корона
Шоколад «Корона» з'явився у продажу 1995 року. З того часу обсяг виробництва зріс майже в 40 разів.
Асортимент продукції:
- 12 смаків шоколаду в класичному форматі плитки
- Білий, молочний та чорний пористий шоколад
- Подарунковий шоколад
- Коробкові цукерки «КОРОНА De Luxe», «КОРОНА Венеціанська ніч», «КОРОНА Ассортіні»

### Milka
Торгова марка з понад 100-річною історією. У світі щороку виробляється понад 1 млрд шоколадних плиток цього шоколаду. З 2001 MILKA виробляється в Україні.
Асортимент продукції:
- 10 смаків шоколаду в класичному форматі плитки
- 300-грамові плитки з подвійними начинками
- Шоколадки в індивідуальному пакуванні MILKINIS
- 11 новорічних подарунків та 2 види пустотілих фігур

### «ЛЮКС»
Картопляні чіпси, що понад 10 років виробляються на Вишгородській філії ЗАТ «Крафт Фудз Україна». Новинки з'являються двічі або більше разів на рік. Картопля для виробництва чіпсів вирощується фермерами у Тернопільській, Житомирській, Вінницькій, Київській, Чернігівській та Херсонській областях.
Асортимент продукції:
- 11 смаків чіпсів традиційної форми
- 3 смаки чіпсів «ЛЮКС Екстрим»

### Ведмедик Барні
Бісквітне тістечко з шоколадною начинкою. Містить злаки і молочні продукти. Не містить барвників та консервантів і має спеціально розроблену для дітей збалансовану рецептуру. Особливо популярний у Франції, Чехії, Польщі, Росії, Румунії, Угорщині. В Україні бренд з'явився 2009 року.

### TUC
Солоний крекер із багаторічною історією у понад 20 країнах світу. На українському ринку TUC з'явився 2010 року і представлений у 5 смаках: солоний класичний, зі смаком сиру, зі смаком паприки, зі смаком бекону та зі смаком сметани та цибулі.

### OREO
Шоколадно-молочне печиво, глобальний бренд Kraft Foods, створений 1912 року і присутній у більш ніж 100 країнах. OREO — найулюбленіше печиво у світі, за даними Euromonitor International. Обсяг його продажів становить близько $1,5 млрд.

### BelVita. Добрий ранок!
«BelVita. Добрий ранок!» — печиво, створене для сніданку. Складається з цільних злаків і є джерелом складних вуглеводів, які поступово засвоюються організмом, а також джерелом вітамінів B1 та B3, заліза та магнію. Продукт не містить штучних барвників та підсолоджувачів. Над розробкою печива «BelVita. Добрий ранок!» працювали провідні фахівці Франції, Канади та Австралії. Завдяки технології випікання в печиві зберігаються складні вуглеводи, які, засвоюючись поступово, забезпечують надходження в організм енергії протягом 4 годин.

### DIROL
DIROL — жувальна гумка, лідер на ринку України наприкінці 1990-х. Бренд DIROL потрапив до портфелю продукції Kraft Foods після злиття з компанією Cadbury.

### HALLS
HALLS — найбільший цукерковий бренд у світі. Він — володар понад 50 % світового ринку льодяників. Бренд HALLS з'явився 1893 року, а 1930-го брати Холс винайшли й запатентували льодяники з ментолово-евкаліптовим смаком. У країнах північної півкулі їх споживають як засіб від кашлю та болю в горлі. Натомість у країнах зі спекотним і сухим кліматом HALLS купують як цукерки, що несуть прохолоду та свіжість. Цукерки HALLS доступні в понад 26 смаках.

### PICNIC
PICNIC — це шоколадний батончик, що містить хрусткі вафлі, густу карамель, арахіс, рисові кульки та молочний шоколад. Його продають в Австралії, Новій Зеландії, Індії, Канаді, Ірландії, Великій Британії та Україні.
PICNIC створили 1958 року у Великій Британії, але в різних країнах ці батончики називаються по-різному: Mr.Big — у Канаді, Lunch Bar — в Австралії. Українські споживачі можуть обирати між батончиками з арахісом або волоським горіхом. В Україні PICNIC купують із 1993 року.
Батончики PICNIC на початку 2000 років продавалися під рекламним лозунгом «Жахливо смачний» через свій вигляд.

## Нові ринки Східної Європи та Центральної Азії
Вийшовши на український ринок в 1994 році й вибудувавши бізнес-систему, 2003 року український підрозділ компанії одержав розширену сферу відповідальності за розвиток бізнесу в Молдові, 2005-го — у Білорусі.

## Керівництво
З 1994 до 2011 віце-президент Kraft Foods та генеральний директор регіону Україна, Східна Європа та Центральна Азія — Юрій Логуш.
З 2011 віце-президент та територіальний директор Mondelez International в Україні та на нових ринках Східної Європи та Центральній Азії — Тарас Лукачук.
Тарас Лукачук навчався в Національному Університеті «Києво-Могилянська Академія», на факультеті суспільних наук.
Приєднався до «Крафт Фудз Україна» у 1995. В грудні 1999 став директором відділу збуту та створив нову структуру прямої дистрибуції, що досі є «золотим стандартом» роботи цієї функції в компанії Крафт Фудз. З 2005 очолювана Тарасом Лукачуком українська команда збуту взяла відповідальність за розвиток бізнесу в Молдові, Білорусі та трьох країнах Кавказу.
У 2008 Тарас Лукачук приєднався до інвестиційного банку Dragon Capital.
У 2009 повернувся до «Крафт Фудз Україна» на посаду Генерального директора бізнес-підрозділу Нові Ринки Східної Європи та Центральної Азії, до якого увійшли 11 країн (Білорусь, Молдова, Грузія, Вірменія, Азербайджан, Казахстан, Узбекистан, Киргизстан, Таджикистан, Туркменістан та Монголія).
З 2011 Тарас Лукачук очолює компанію, отримавши призначення на посаду Віце-Президента та Територіального директора в Україні та на нових ринках Східної Європи та Центральній Азії.
У рейтингу ТОП-100 найкращих менеджерів України 2012 року Тарас Лукачук посів 16 місце.
З 2016 року компанію очолює Андрій Самусенко. 

## Соціальні проекти «Монделіс Україна»
У період з 2005 по 2010 рік «Монделіс Україна» використала на благодійні проекти 11 млн грн. Компанія допомагає центрам реабілітації дітей інвалідів, школам-інтернатам та дитячим будинкам, багатодітним сім'ям і малозабезпеченим у населених пунктах Сумської та Київської областей, де живуть і працюють співробітники компанії. Зокрема у Тростянецькій районній лікарні за допомоги «Монделіс Україна» було модернізовано реанімаційне обладнання для пологового відділення, мобільна рентген-лабораторія та реабілітаційне обладнання.
Культурні проекти, в яких брала або бере участь компанія:
- всеукраїнський літературний конкурс «Коронація слова»[11];
- фестиваль «Червона Рута»;
- фестиваль бального танцю в Києві;
- фестиваль «Бах-Фест» у м. Суми;
- Всеукраїнський сільський фестиваль мистецтв «Боромля»;
- виступи Національної капели бандуристів;
- змагання зі спортивних бальних танців «Спорт-данс».

## Визнання
У 2011 та 2012 роках, за результатами дослідження «Ернст енд Янг», компанія визнана одним із найкращих роботодавців України, на думку кандидатів із досвідом роботи та студентів.
За підсумками 2012 року, компанія потрапила до переліку ТОП 10 компаній із найкращою репутацією, за результатами дослідження, проведеного Reputation Capital та HeadHunter Україна.
Друга в переліку найкращих українських компаній, що розвивають лідерів, за результатами дослідження «Амплуа Інсайт» 2010 року.
За підсумками 2012 року, компанія визнана лідером Національного рейтингу благодійників у сфері соціального захисту.
На першій виставці корпоративної соціальної відповідальності компанія посіла друге місце з проектом корпоративного волонтеризму.
«Найкращим інвестором Вишгородського району-2010» визнано фабрику з виробництва чіпсів у Старих Петрівцях.
2010 року в міжнародному економічному рейтингу найкращих підприємств України «Ліга найкращих» Тростянецька шоколадна фабрика отримала статус Підприємство року, здобувши перше місце в класифікації «Виробництво какао, шоколаду та цукристих кондитерських виробів».
Директор відділу людських ресурсів «Монделіс Україна» Оксана Семенюк у червні 2013 року увійшла до переліку 50 найкращих HR директорів в Україні та отримала визнання Найкращого HR директора в Україні із розвитку талантів, за рейтингом «ІнвестГазети».
Фінансовий директор «Монделіс Україна» Олексій Ковтонюк увійшов до п'ятірки лідерів у рейтингу 50 найкращих фінансових директорів «ІнвестГазети» і був визнаний найкращим фінансовим директором із впровадження інновацій.
У 2011 та 2012 роках Олексій Ковтонюк займав 7 місце у рейтингу ТОП-10 найкращих фінансових директорів журналу «Фінансист».